# Wilhelm Füllenbach
Wilhelm Füllenbach (* 4. April 1887 in Dümpten bei Mülheim; † 5. Februar 1948 in Düsseldorf) war ein deutscher Jurist und Politiker. Nach dem Kriegsende amtierte er 1945 kurzzeitig als ernannter Oberbürgermeister in Düsseldorf.

## Werdegang
Füllenbach studierte Rechtswissenschaften und wurde 1906 in Münster promoviert. Ab 1920 stand er in Diensten der Stadt Düsseldorf, ab 1. Januar 1931 als Beigeordneter mit wechselndem Ressort. Während der Zeit des Nationalsozialismus fungierte Füllenbach dort zeitweise als Stadtkämmerer. Nachdem die amerikanische Armee die Stadt am 17. April 1945 erobert hatte, ernannte der Stadtkommandant auf Vorschlag katholischer Geistlicher Füllenbach zum Oberbürgermeister. Anfang Juni 1945 übernahmen die Briten die Aufsicht über die Stadt als Teil der britischen Besatzungszone. Füllenbach, der ohne gewählten Stadtrat regieren musste, stützte sich bei der Wahl seiner Mitarbeiter auf die katholische Kirche, auf ehemalige Zentrumspolitiker und Liberale, die Mitglieder der DVP gewesen waren. Zudem setzte er sich für die katholische Bekenntnisschule ein und lehnte die bisher bestehenden Gemeinschaftsschulen ab. Dadurch erregte er die Kritik der in Düsseldorf wieder erstarkten SPD, der Gewerkschaften und der evangelischen Kirche, die konfessionsneutrale Schulen befürworteten. Die KPD unterstellte ihm dann, förderndes Mitglied der SS gewesen zu sein; SPD und KPD forderten deshalb die Abberufung Füllenbachs als Oberbürgermeister. Unbestätigte Informationen des Holocaust-Überlebenden Philipp Auerbach, dem der neu ernannte Regierungspräsident Eduard Sträter die Aufgabe übertragen hatte, „die Vergangenheit von Nationalsozialisten aufzudecken“, unterstützten scheinbar diesen Verdacht. Die Briten entzogen Füllenbach daraufhin die Unterstützung, woraufhin er am 18. September 1945 entlassen wurde.
Inzwischen konnte Füllenbach von den Vorwürfen rehabilitiert werden, da er „zu den wenigen Spitzenleuten gehörte, die wirklich unbelastet waren.“ Sein Porträt hängt seit 2016 in der Galerie der Oberbürgermeister im Düsseldorfer Rathaus. Ein zwischen Meineckestraße und Tersteegenstraße gelegener Straßenzug in Düsseldorf-Golzheim ist Füllenbach zu Ehren nach ihm benannt.

## Werke
- Die rechtliche Stellung des Testamentsvollstreckers in den von ihm geführten Rechtsstreitigkeiten und die Wirkungen seines Todes auf diese. Münster i. W. 1910 (Diss. Münster).
- Bürgerbuch der Stadt Düsseldorf. Sammlung der das Gemeindeleben betreffenden reichs- und staatsgesetzlichen Bestimmungen, Verordnungen und Erlasse der Staatsbehörden. Düsseldorf 1928.